# (8478) 1987 DO6
(8478) 1987 DO6 (1987 DO6, 1950 HJ1, 1981 AA3, 1995 SV3) — астероїд головного поясу, відкритий 23 лютого 1987 року.
Тіссеранів параметр щодо Юпітера — 3,211.